# Café Moderno (Pontevedra)
El Café Moderno es un edificio modernista y ecléctico localizado en la Plaza San José, en la ciudad española de Pontevedra. Es el edificio modernista más importante de la ciudad. Actualmente es la sede de uno de los centros socioculturales de Afundación Obra Social Abanca.
En su planta baja se encuentra la histórica cafetería que da nombre al edificio. El Café Moderno durante gran parte del siglo XX fue un centro literario y artístico donde se reunían en tertulias importantes políticos, escritores e intelectuales gallegos.

## Historia
En el solar donde el edificio fue levantado se encontraba el antiguo Pazo de los Gago de Mendoza. El nuevo edificio fue promovido por el rico nativo de Pontevedra que volvió de Cuba, Bernardo Martínez-Bautista Herrera, y fue concluido en 1902. En la puerta principal se pueden ver sus iniciales y la fecha de finalización (BMB 1902). Fue proyectado para albergar un edificio de dos pisos con cuatro apartamentos (dos por planta), incluyendo el del propio burgués Martínez-Bautista en el primer piso y el bajo para acomodar el Café Moderno. En el apartamento del segundo piso, a la izquierda, nació en 1913 el gran arquitecto de Pontevedra, maestro del movimiento moderno en España, Alejandro de la Sota Martínez.
En 1903, Valentín García Termes arregló los locales del bajo y, el 30 de mayo de 1903, fue inaugurado el Café Moderno, referencia artística en arquitectura comercial de interiores. También funcionó como local de espectáculos de variedades y tuvo el primer cinematógrafo de la ciudad en 1904.
El Café Moderno se convirtió en un centro literario y artístico donde se forjaron nuevas ideologías republicanas, socialistas y galleguista. Personajes como Castelao, Valentín Paz Andrade, Alexandre Bóveda y Ramón Cabanillas se reunían en este lugar. En 1932, el Café Moderno también recibió la visita de Federico García Lorca.
Fue en el Café Moderno donde se escribió el primer Estatuto de Autonomía de Galicia. Con la llegada del militarismo en 1936, su actividad disminuyó y después de algunas décadas sin actividad, terminó cerrando sus puertas.
El edificio fue adquirido en 1973 por la Caja Rural Provincial de Pontevedra para ser usado como sede de la entidad, cuya actividad tuvo inicio en enero de 1974.
En julio de 1998, el arquitecto Álvaro Siza realizó la reforma completa del edificio para la Fundación Caixa Galicia. Los elementos decorativos (principalmente los frescos y pinturas) fueron recuperados, tanto en el bajo como en las plantas superiores. El 24 de octubre de 2000, el café reabrió sus puertas. El bajo aún funciona como café histórico y los pisos superiores son salas de exposiciones y oficinas.

## Descripción
El edificio posee una fachada de piedra con decoración ecléctica y galerías de hierro forjado. Presenta un tratamiento geométrico de los elementos ornamentales, algunos clásicos, como las palmetas en la cornisa y el almohadillado en tramos continuos a lo largo de la fachada. Una entrada amplia y elegante lleva a la escalera de madera del edificio.
El uso de tres materiales es notable: granito, hierro fundido y madera. En el bajo, las ventanas con patrones florales estilizados recuerdan a los Arts & Crafts ingleses. El hierro fundido está distribuido por varios elementos de la casa, como las barandillas de las fachadas, las columnas corintias en el bajo de las salas del Café Moderno, la balaustrada de la escalera central o la escalera que lleva al jardín.
La parte de atrás del edificio está totalmente cubierta por una gran galería de madera que reposa en el suelo sobre pilares de piedra. El acceso al jardín se hace a través del primer piso a la izquierda. El jardín está equipado para el ocio de la familia con especies vegetales tropicales, quioscos y fuentes. El 18 de septiembre de 2003, se inauguró en el jardín interior del café una escultura de granito de Castelao, obra del escultor Francisco Leiro, de 3,15 metros de altura y 7,5 toneladas de peso.
El interior del edificio Café Moderno es el mejor ejemplo de Art Nouveau de la ciudad. La casa de Bernardo Martínez-Bautista es la única con techos y paredes decorados. Los cuartos luminosos del Café contienen los espejos y lámparas originales y ejemplos de los modelos franceses, florales y clásicos con los que la burguesía española decoraba sus casas en la segunda mitad del siglo XIX. La decoración interior incluye pinturas cómicas de Monteserín del inicio del siglo XX y las tres pinturas histórico-mitológicas de Carlos Sobrino Buhigas incorporadas en 1914, así como los paisajes de Luis Pintos Fonseca (1940) y el mural de Laxeiro (1949).

## Cultura
En el exterior del edificio y frente a él, en la plaza San José, se encuentra el Monumento a la Tertulia o Literary Circle in Modern Coffee, que recrea las reuniones de los más importantes intelectuales gallegos del primer tercio del siglo XX como Castelao, Alexandre Bóveda, Valentín Paz-Andrade y Ramón Cabanillas que se conocieron en la ciudad, siendo el punto de encuentro por excelencia el Café Moderno; también figuran el violinista y dibujante Manuel Quiroga Losada y Carlos Casares Mouriño. Dentro del café, hay también un grupo escultórico de estos famosos intelectuales.

## Galería

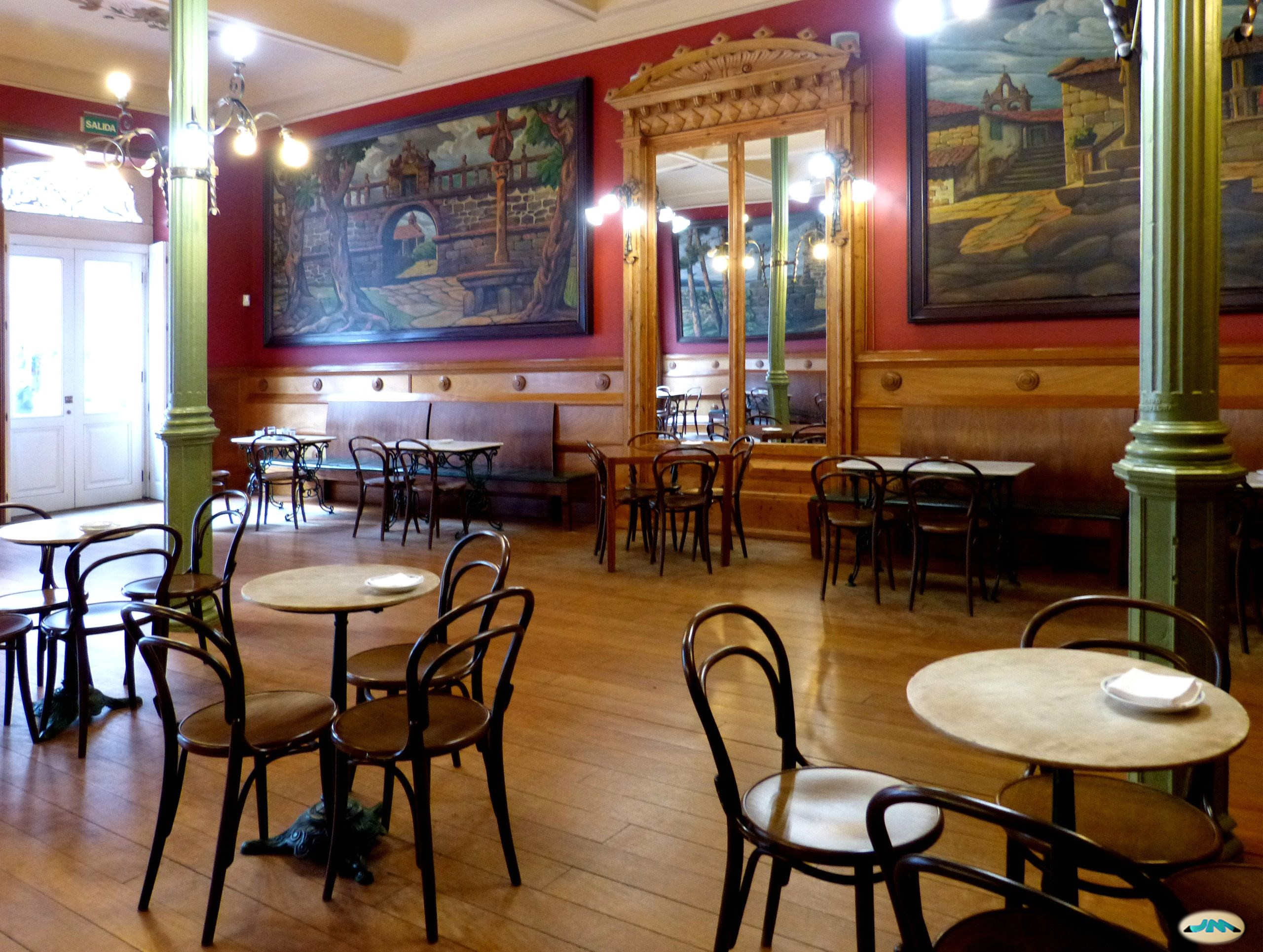
Interior modernista
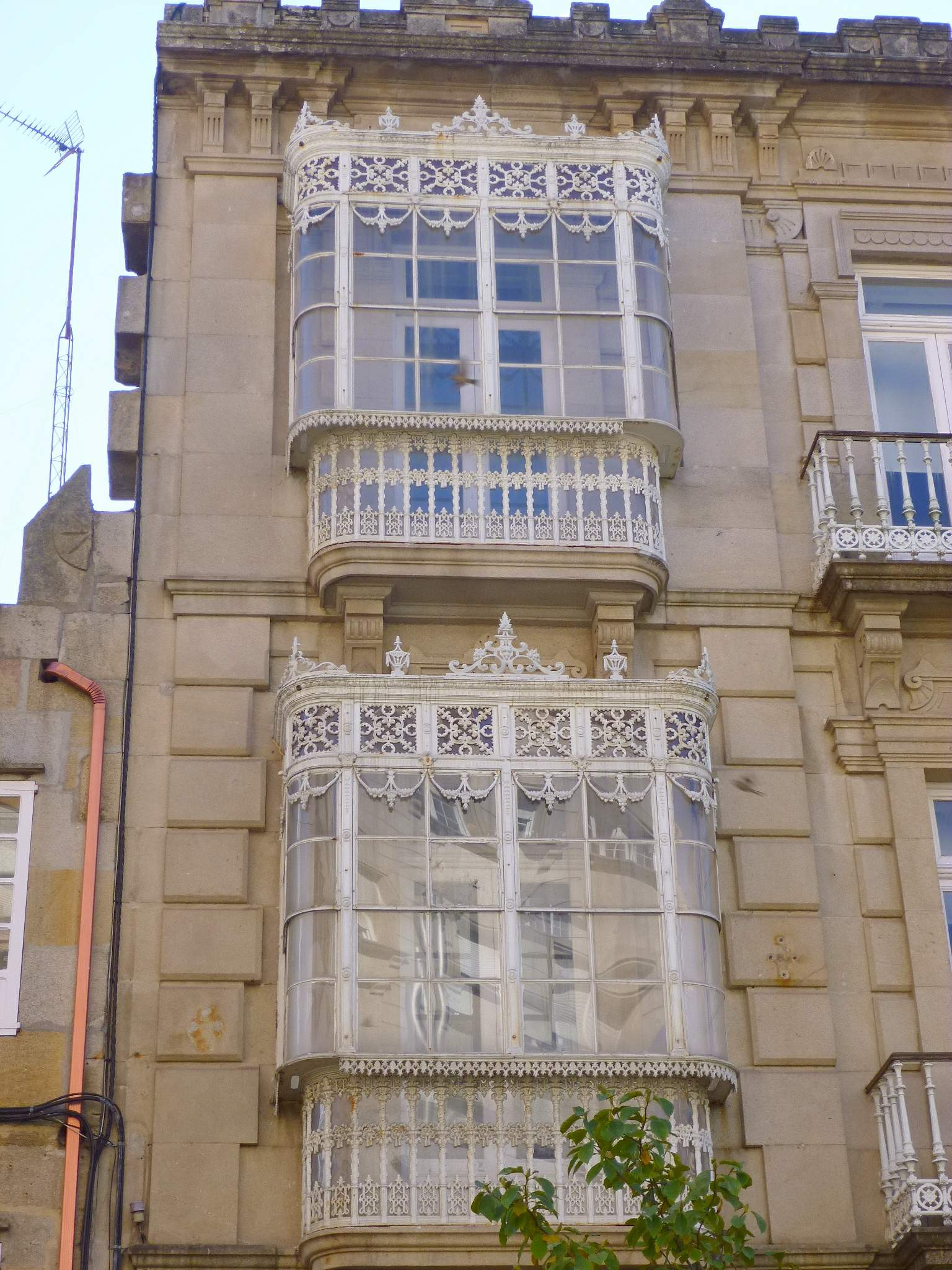
Balcones modernistas
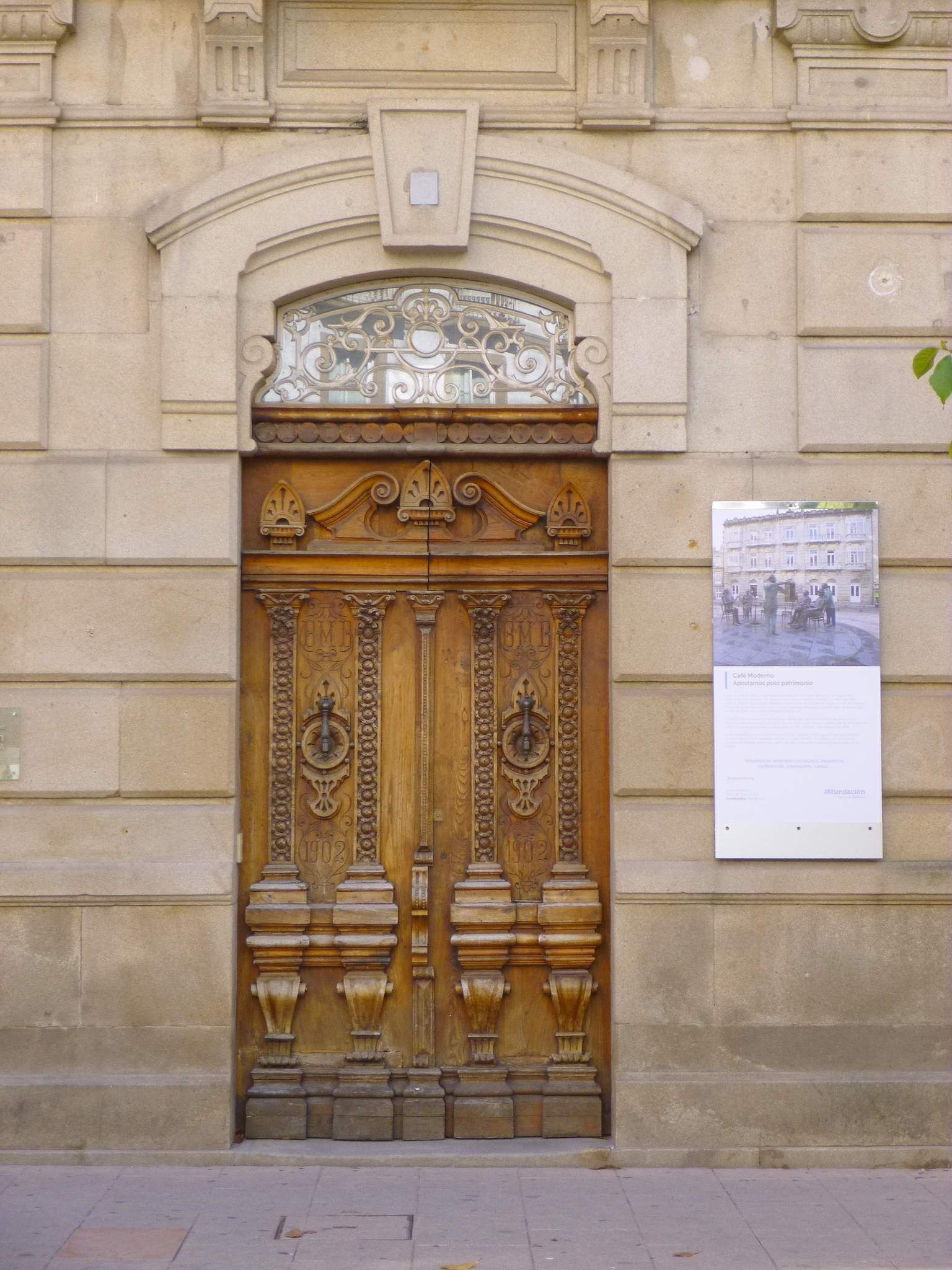
Puerta de entrada al edificio
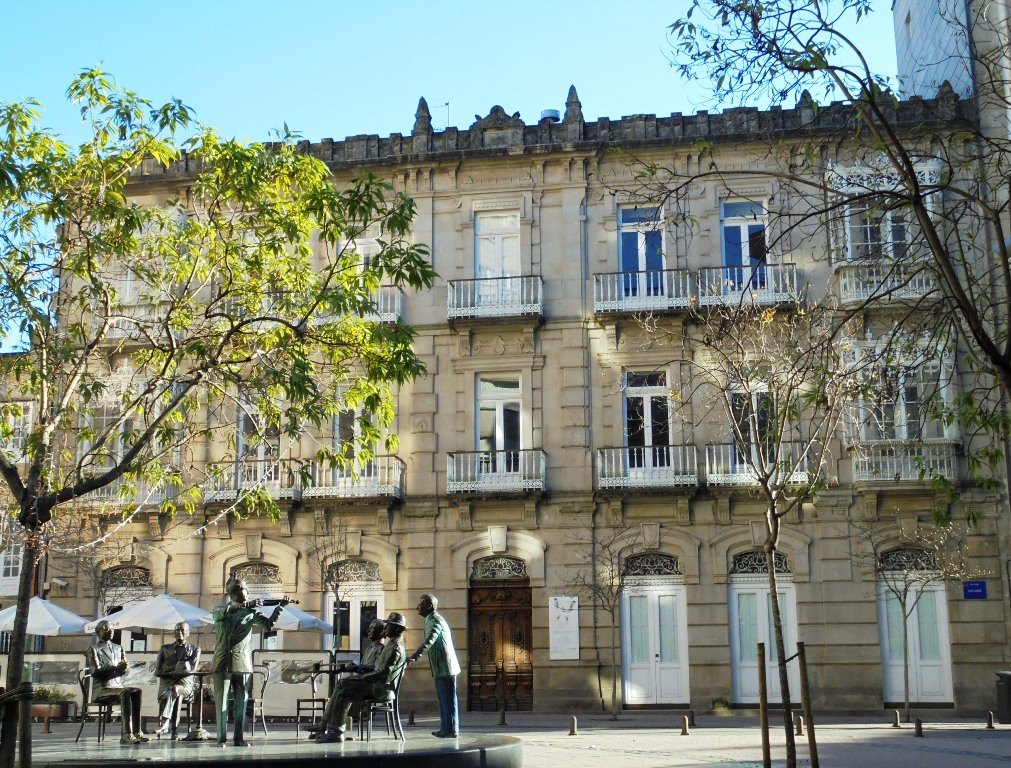
Fachada y Monumento a la Tertulia
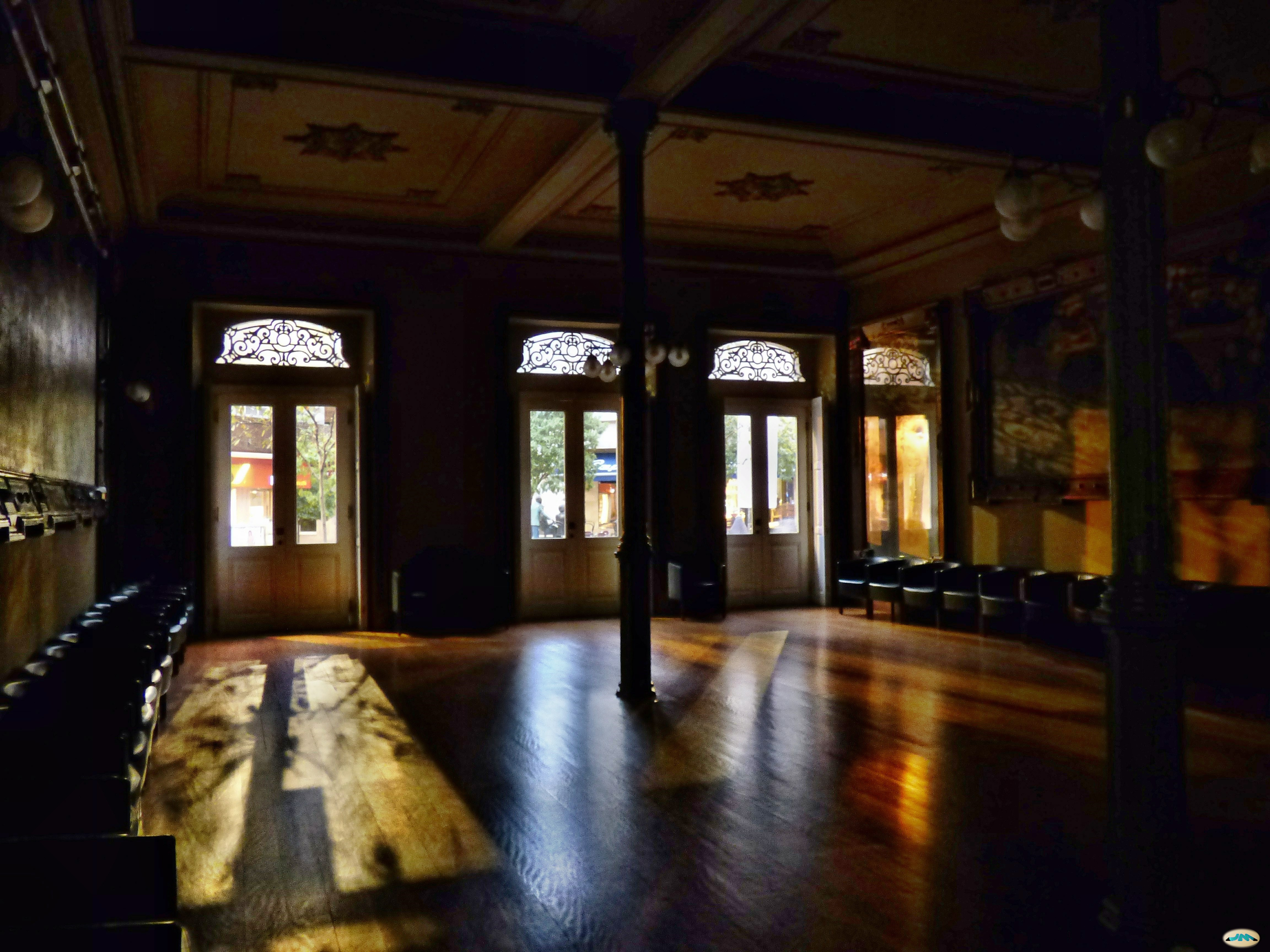
Interior
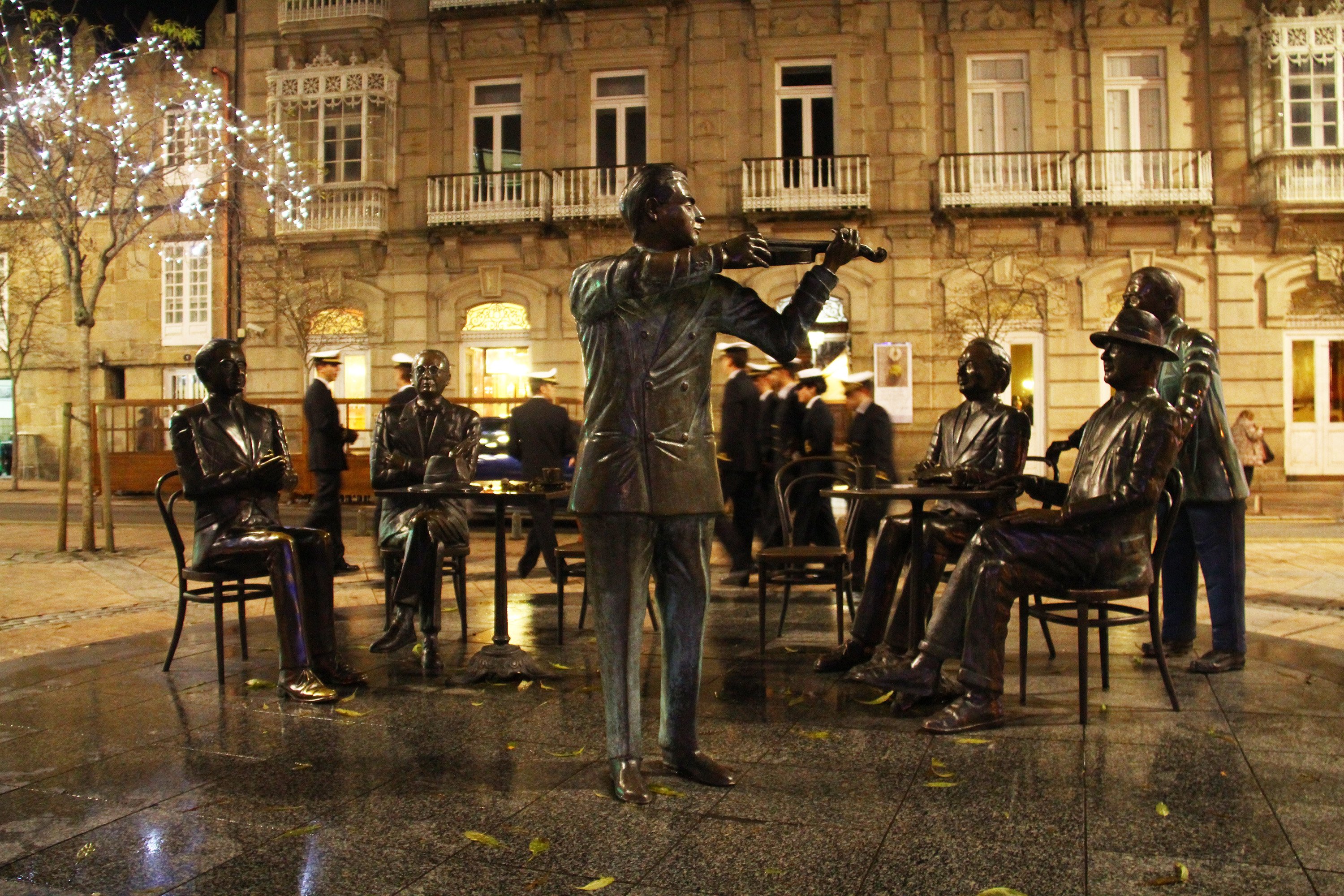
Monumento a la Tertulia frente al Café Moderno
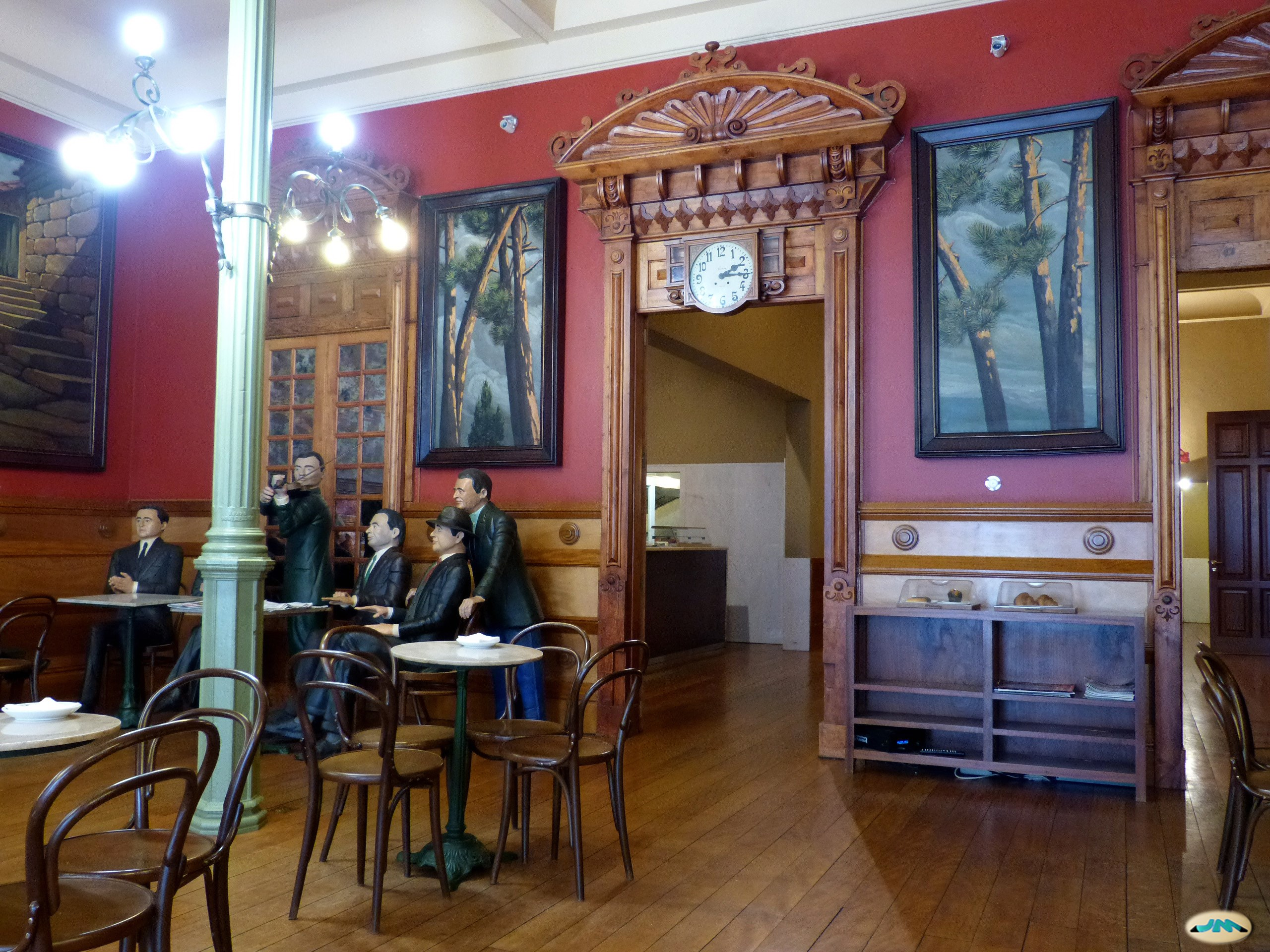
Monumento a la Tertulia dentro del Café Moderno
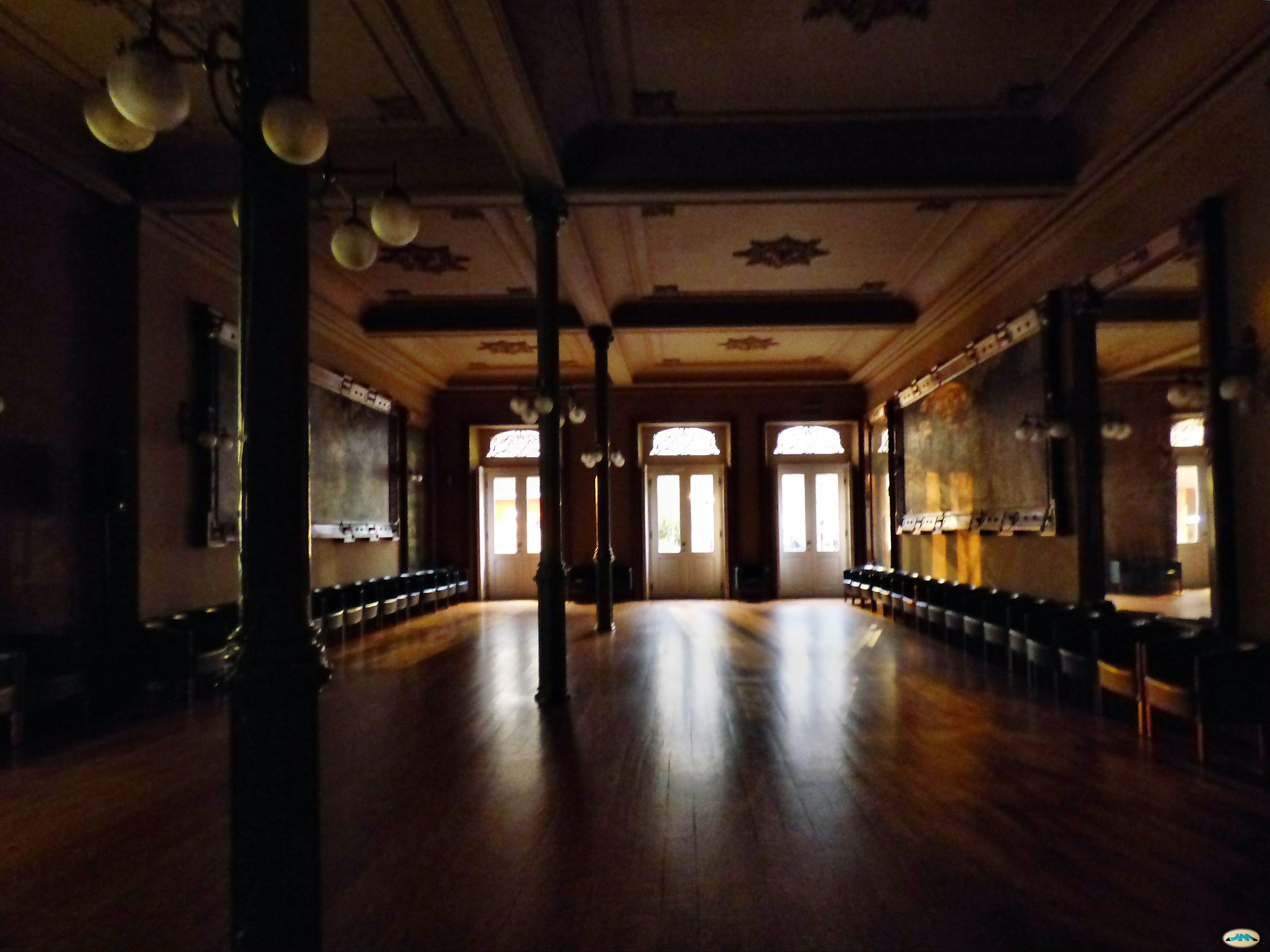
Sala interior